# Paltostoma inca
Paltostoma inca är en tvåvingeart som beskrevs av Charles L. Hogue 1989. Paltostoma inca ingår i släktet Paltostoma och familjen Blephariceridae.
Artens utbredningsområde är Colombia. Inga underarter finns listade i Catalogue of Life.